# Église du Dieu Tout-Puissant
L'Église du Dieu Tout-Puissant (The Church of Almighty God ; Quannengshen Jiaohui en chinois, 全能神教會/全能神教会), ou Église de Dieu Tout-Puissant, selon l'appellation déposée à la préfecture du Val-de-Marne, également connue sous le nom de l'Éclair Oriental (Dongfang Shandian, 東方閃電/东方闪电), est un nouveau mouvement religieux fondé en Chine en 1991, auquel les sources gouvernementales chinoises attribuent trois à quatre millions de membres. Son enseignement fondamental est que Jésus-Christ est revenu sur terre à notre époque comme nouvelle incarnation du Dieu Tout-Puissant (全能神). Le mouvement est considéré comme un xie jiao (un terme souvent traduit comme « secte diabolique » mais qui est en réalité utilisé depuis la dynastie Ming pour indiquer « les enseignements hétérodoxes ») par les autorités chinoises, et il est accusé de divers crimes, notamment du tristement célèbre meurtre sectaire du McDonald's de Zhaoyuan. L'Église nie toutes les accusations, et certains chercheurs ont conclu que les accusations faites jusqu'ici sont effectivement fausses. Certains défenseurs des droits de l'homme ont fait valoir que ces accusations auraient été montées de toutes pièces pour justifier la persécution du mouvement, qui repose sur des motivations politiques.

## Histoire
Bien que le mouvement ne mentionne jamais son nom ni aucun détail biographique, et prévienne que toute information fournie par des sources extérieures est sujette à caution, la plupart des chercheurs croient que ce mouvement religieux considère Yang Xiangbin, une Chinoise née en 1973 dans le Nord-Ouest de la Chine, comme l'incarnation du Dieu Tout-Puissant. En 1989, durant la renaissance des Églises indépendantes chinoises, cette personne entra officiellement dans le mouvement des Églises de maison chinoises, c.-à-d. les Églises protestantes indépendantes du gouvernement, et plus tard dans le groupe fondé par Witness Lee (1905–1997), connu sous le nom d'« Églises locales » en Occident et de Shouters en Chine. En 1991, elle commença à prononcer des paroles que les adeptes comparèrent en termes d'autorité et de pouvoir à celles de Jésus-Christ. Beaucoup de croyants dans le mouvement des églises de maison chinoises crurent que ces paroles venaient du Saint-Esprit et commencèrent à les lire lors de leurs rassemblements, mais c'est seulement en 1993 que la source de ces messages fut reconnue comme le Christ, le Dieu incarné, et le seul vrai Dieu, et que l'Église du Dieu Tout-Puissant émergea,.
Parmi les convertis au message et à la personne du Dieu Tout-Puissant, il y avait Zhao Weishan (né en 1951), un natif de la province de Heilongjiang, qui dirigeait à l'époque une branche indépendante du mouvement des Shouters. Il fut plus tard reconnu comme l'Homme utilisé par l'Esprit Saint et le Prêtre de l'Église du Dieu Tout-Puissant. L'Église est personnellement dirigée et guidée par la personne qu'elle reconnaît comme Dieu Tout-Puissant, tandis que Zhao Weishan coopère avec elle et est responsable des affaires administratives.
Après la dure répression du milieu des années 1990, qui cibla en même temps les Shouters et l'Église du Dieu Tout-Puissant, dont les différences théologiques n'étaient pas nécessairement claires pour les autorités chinoises, Zhao et Yang se rendirent aux États-Unis, où ils entrèrent le 6 septembre 2000 et obtinrent l'asile politique en 2001. Depuis, ils dirigent le mouvement depuis New York. Au début de l'année 2009, He Zhexun, qui était responsable du travail de l'Église en Chine continentale, fut arrêté par les autorités. Le 17 juillet 2009, Ma Suoping (1969-2009), qui avait repris le rôle de He Zhexun, fut également arrêtée par la police chinoise et mourut en détention.
Malgré la répression gouvernementale, et le fait que certains dirigeants des principales Églises chrétiennes aient accusé l'Église d'hérésie, elle grandit en Chine et, selon des sources officielles chinoises, atteignit même trois ou quatre millions de membres en 2014. Depuis le meurtre sectaire du McDonald's de Zhaoyuan en 2014, la répression s'est intensifiée et plusieurs milliers de membres ont fui à l'étranger, où ils ont fondé des églises. Celles situées en Corée du Sud, aux États-Unis, en Italie, en France, en Espagne, au Canada et dans d'autres pays, s'ajoutent à celles fondées à Hong Kong et Taïwan. 

## Croyances
À l'origine, le nom d’« Éclair Oriental » a été inventé par des observateurs externes, et renvoie à un passage de l’Évangile selon Matthieu, 24:27 : «Car, comme l'éclair part de l'orient et se montre jusqu'en occident, ainsi sera l'avènement du Fils de l'homme». Cet « éclair qui vient de l'est », selon l'Église, est le retour de Jésus-Christ comme Dieu Tout-Puissant, d'un pays de l'est, la Chine, pour inaugurer le troisième âge de l'humanité, l'Âge du Royaume. Ce dernier suit l'Âge de la Loi, c'est-à-dire l’Ancien Testament, ainsi que l'Âge de Grâce, qui commence avec la naissance de Jésus et se termine lors de l'avènement du Dieu Tout-Puissant au XXe siècle.
Avec le sacrifice de Jésus sur la croix, les péchés des humains furent pardonnés, mais leur nature pécheresse n'avait pas été éradiquée. Dans l'Âge du Royaume, Dieu Tout-Puissant est à l'œuvre pour éradiquer cette nature pécheresse.  
L'Église reconnaît comme membre quiconque croit vraiment en Dieu, a « une bonne humanité », et est certain que Dieu Tout-Puissant est le retour de Jésus à notre époque en Chine, un pays qui, selon l'Église, représente en même temps le lieu où le diabolique dragon de l'Apocalypse s'est manifesté dans l'apparence du Parti communiste chinois et où la seconde venue de Jésus-Christ doit aussi se manifester.

## Controverses
Les graves accusations de crimes contre l'Église du Dieu Tout-Puissant proviennent de deux différentes sources : le Parti communiste chinois et d'autres Églises chrétiennes. Le gouvernement et les médias chinois accusent périodiquement l'Église du Dieu Tout-Puissant de crimes. Les accusations les plus fréquentes concernent le meurtre sectaire du McDonald's de Zhaoyuan de 2014, qui était aussi au centre d'un programme d'information du BBC World Service cette même année, l’arrachage des yeux d'un jeune garçon en 2013 à Shanxi et les émeutes liées aux rumeurs d’une fin du monde en 2012.
Le meurtre sectaire du McDonald's de Zhaoyuan a été l'homicide brutal, le 28 mai 2014, d'une vendeuse âgée de 37 ans, Wu Shuoyan (1977-2014), dans un restaurant McDonald's dans la ville de Zhaoyuan, dans la province chinoise de Shandong. Six « missionnaires » entrèrent dans le McDonald’s et demandèrent les numéros de téléphone portable des clients. Wu refusa de fournir le sien, fut identifiée comme un « esprit maléfique » et tuée. Les autorités chinoises prétendirent que les auteurs étaient des membres de l'Église du Dieu Tout-Puissant et cela fut repris par les médias occidentaux. Cependant, des chercheurs ayant étudié les documents du procès qui suivit, durant lequel deux des assassins furent condamnés à mort, conclurent que le groupe, bien qu'utilisant le nom «Dieu Tout-Puissant», n’appartenait pas à l’Église du Dieu Tout-Puissant mais croyait en un Dieu Tout-Puissant différent, une double divinité incarnée dans les deux leaders féminins du mouvement, Zhang Fan (1984-2015), qui fut exécutée en 2015, et Lü Yingchun, qui fut condamnée à la prison à perpétuité.
Le 24 août 2013, une femme arracha les yeux d'un jeune garçon appelé Guo Bin à Shanxi. Le garçon devint plus tard internationalement célèbre comme le patient d'une chirurgie de prothèse oculaire réussie réalisée à Shenzen. Après le meurtre sectaire du McDonald's de Zhaoyuan, certains médias chinois ont attribué ce crime à l’Église du Dieu Tout-Puissant Une étude de l'universitaire américaine Holly Folk note cependant que la police chinoise conclut en septembre 2013 que le crime fut perpétré par la tante de Guo Bin, et n’avait rien à voir avec l'Église du Dieu Tout-Puissant.
L'Église du Dieu Tout-Puissant a également été accusée d’avoir prédit la fin du monde pour 2012, dans le cadre global des prédictions pour décembre 2012, basées sur des prophéties attribuées à la civilisation maya, provoquant des émeutes en Chine et même des crimes. La chercheuse australienne Emily Dunn, dans ce qui fut le premier livre académique consacré à l'Église du Dieu Tout-Puissant en 2015, note que, comme beaucoup de Chinois, quelques « membres de l’Éclair Oriental ont embrassé la prophétie maya », mais « semblent l'avoir fait sans la sanction des autorités du groupe » et ces dernières ont en fait déclaré les théories « maya » et autres sur la fin du monde comme « erronées » théologiquement et factuellement.
Certains dirigeants d'autres Églises chrétiennes ont accusé l'Église du Dieu Tout-Puissant à la fois d'« hérésie » et de « vol de fidèles » à travers des stratégies sournoises. Les accusations comprennent l'affirmation qu'en 2002, l'Église du Dieu Tout-Puissant aurait kidnappé trente-quatre dirigeants du China Gospel Fellowship, un mouvement qui fait partie des églises de maison chinoises, afin de les convertir. Un grand nombre de chrétiens en Occident trouvèrent ces accusations crédibles.  
D'autres controverses concernent le refus du statut de réfugié aux membres de l'Église du Dieu Tout-Puissant qui s’enfuirent en Corée du Sud, en France, en Italie et dans d'autres pays. Tandis que les autorités de ces pays affirment qu'il n'y a pas assez de preuves du fait que les demandeurs d'asile ont été persécutés, certains experts internationaux soutiennent que le fait que l'Église du Dieu Tout-Puissant soit persécutée en tant que mouvement devrait suffire et que les décisions défavorables aux demandeurs d’asile ne sont pas justifiées.